# Elaeocarpus stellaris
Elaeocarpus stellaris là một loài thực vật có hoa trong họ Côm. Loài này được L.S.Sm. mô tả khoa học đầu tiên năm 1969.